# 16742 Zink
16742 Zink è un asteroide della fascia principale. Scoperto nel 1996, presenta un'orbita caratterizzata da un semiasse maggiore pari a 2,3857922 UA e da un'eccentricità di 0,2507750, inclinata di 3,81561° rispetto all'eclittica.